# Актуганово
Актуганово (баш. Актуған) — село в Калтасинском районе Республики Башкортостан Российской Федерации. Входит в состав Старояшевского сельсовета.

## География

### Географическое положение
Расстояние до:
- районного центра (Калтасы): 48 км,
- центра сельсовета (Старояшево): 7 км,
- ближайшей ж/д станции (Янаул): 63 км.

## Население
| 2002 | 2009 | 2010 |
| ---- | ---- | ---- |
| 356  | ↗400 | ↘326 |